# Paul Cremona
Paul Cremona (Valletta, 25 januari 1946 – Msida, 18 maart 2025) was een Maltees bisschop van de Rooms-Katholieke Kerk.

## Biografie
Cremona werd in 1963 tot priester gewijd. Toen aartsbisschop Joseph Mercieca in 2006 in emeritaat ging, werd Cremona aartsbisschop. In 2014 diende hij zijn ontslag in als aartsbisschop. Hij werd als aartsbisschop opgevolgd door Charles Scicluna. 
Hij overleed op 79-jarige leeftijd in het Mater Dei Hospital in Msida.